# Persone di nome Eleonora/Altre...
| Questa pagina contiene informazioni ricavate automaticamente dalle voci biografiche con l'ausilio del template Bio e di un bot. L'aggiornamento è periodico e automatico e ricostruisce completamente la pagina. Se manca una persona in questa lista, sei pregato di non aggiungerla, ma accertati piuttosto che la sua voce biografica contenga il template Bio e che i dati anagrafici siano correttamente compilati. Se il template Bio manca, inseriscilo tu stesso o, in alternativa, metti l'avviso {{tmp\|Bio}} che ne segnala la mancanza. Se i dati riportati sono sbagliati, correggi direttamente la voce biografica; le modifiche saranno visibili in questa lista entro pochi giorni. Per chiarimenti vedi il progetto antroponimi. La lista contiene solo le 51 persone che sono citate nell'enciclopedia e per le quali è stato implementato correttamente il template Bio. Pagina aggiornata al 7 dic 2018. |

Questa è una lista di persone presenti nell'enciclopedia che hanno il prenome Eleonora e come attività principale sono Altre...

## A(4)
- Eleonora degli Albizi (Firenze, n.1543 - Firenze, †1634)
- Eleonora Dorotea di Anhalt-Dessau (Dessau, n.1602 - Weimar, †1664)
- Eleonora di Anhalt-Zerbst (Zerbst, n.1608 - Osterholm, †1681)
- Eleonora d'Asburgo (Bruxelles, n.1498 - Talavera la Real, †1558)

## B(2)
- Eleonora Bergman, storica dell'architettura polacca (Łódź, n.1947)
- Eleonora Giuliana di Brandeburgo-Ansbach (Ansbach, n.1663 - Ansbach, †1724)

## D(14)
- Eleonora Denuelle (Parigi, n.1787 - Parigi, †1868)
- Eleonora d'Aragona (Napoli, n.1450 - Ferrara, †1493)
- Eleonora d'Aragona (n.1346 - Giuliana, †1405)
- Eleonora d'Arborea (n.Molins de Rei - †Giudicato di Arborea)
- Eleonora Maria Giuseppina d'Austria (Ratisbona, n.1653 - Vienna, †1697)
- Eleonora d'Austria (Vienna, n.1534 - Mantova, †1594)
- Eleonora d'Este (Ferrara, n.1561 - Modena, †1637)
- Eleonora d'Este (Ferrara, n.1515 - Ferrara, †1575)
- Eleonora d'Este (Ferrara, n.1537 - †1581)
- Eleonora de Moura (n.1642 - Madrid, †1707)
- Eleonora del Portogallo (Coimbra, n.1328 - Teruel, †1348)
- Eleonora del Palatinato-Neuburg (Düsseldorf, n.1655 - Vienna, †1720)
- Eleonora Erdmuthe di Sassonia-Eisenach (Friedewald, n.1662 - Pretzsch, †1696)
- Eleonora di Toledo (Alba de Tormes, n.1522 - Pisa, †1562)

## E(1)
- Eleonora di Trastámara (n.1363 - Olite, †1415)

## F(1)
- Eleonora Farina, mountain biker italiana (Trento, n.1990)

## G(4)
- Eleonora Gonzaga (Mantova, n.1598 - Vienna, †1655)
- Eleonora Luisa Gonzaga (Guastalla, n.1686 - Padova, †1741)
- Eleonora Gonzaga Della Rovere (Mantova, n.1493 - Urbino, †1550)
- Eleonora Gonzaga-Nevers (Mantova, n.1630 - Vienna, †1686)

## M(2)
- Eleonora de' Medici (Firenze, n.1567 - Cavriana, †1611)
- Eleonora de' Medici (Firenze, n.1591 - Firenze, †1617)

## P(1)
- Eleonora Prochaska (Potsdam, n.1785 - Dannenberg, †1813)

## S(3)
- Eleonora Maria Teresa di Savoia (Palazzo Reale di Torino, n.1728 - Castello di Moncalieri, †1781)
- Eleonora di Savoia (n.1280 - †1324)
- Eleonora Stuart (Dunfermline, n.1433 - Innsbruck, †1480)

## T(2)
- Eleonora Telles de Menezes (n.Trás-os-Montes - Tordesillas, †1386)
- Eleonora di Trastámara (n.Castiglia - Toledo, †1445)

## ...(17)
- Eleonora d'Aquitania (Bordeaux, n.1122 - Fontevrault, †1204)
- Eleonora di Provenza (n.Aix-en-Provence - Amesbury, †1291)
- Eleonora Plantageneto (Gloucester, n.1215 - Montargis, †1275)
- Eleonora di Sicilia (Paternò, n.1325 - Lérida, †1375)
- Eleonora di Portogallo (n.1211 - †1231)
- Eleonora d'Aviz (Torres Vedras, n.1434 - Wiener Neustadt, †1467)
- Eleonora di Castiglia (Castiglia, n.1240 - Harby, †1290)
- Eleonora di Navarra (Olite, n.1425 - Tudela, †1479)
- Eleonora di Castiglia (n.1307 - Castrojeriz, †1359)
- Eleonora di Guzmán (Siviglia, n.1310 - Talavera de la Reina, †1351)
- Eleonora di Viseu (Beja, n.1458 - Lisbona, †1525)
- Eleonora di Württemberg (Tubinga, n.1552 - Lichtenberg, †1618)
- Eleonora di Blois (n.1104 - †1147)
- Eleonora d'Aragona (Santa Maria del Puig, n.1358 - Cuéllar, †1382)
- Eleonora d'Asburgo-Teschen (Pola, n.1886 - Baden, †1974)
- Eleonora di Normandia,  francese
- Eleonora d'Alburquerque (Castiglia, n.1374 - Medina del Campo, †1435)